# 后厂村

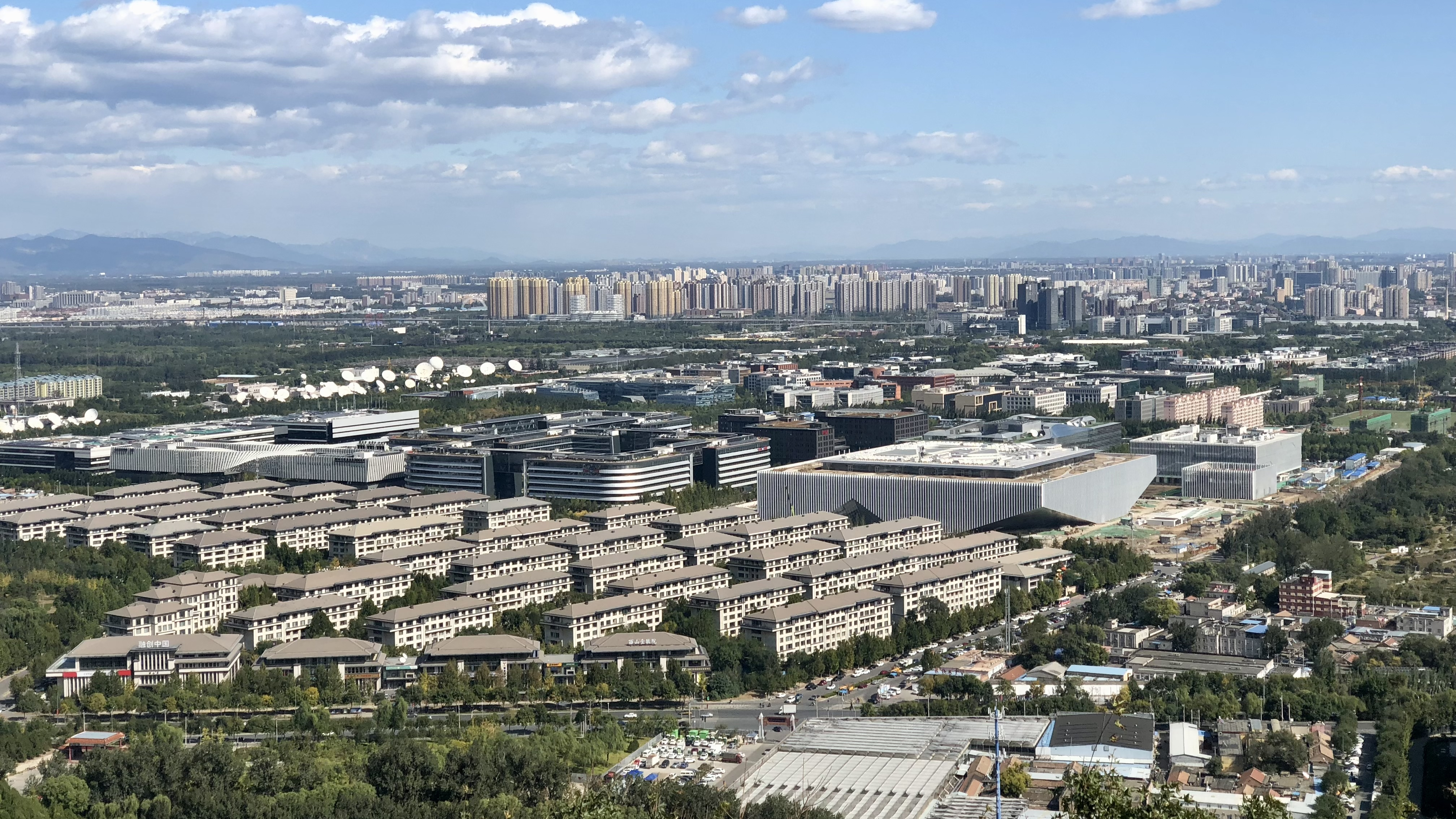
从百望山向东眺望后厂村路区域，腾讯、百度、网易、新浪总部清晰可见。

后厂村原为北京海淀区西北旺镇的一处村落，在2000年代拆迁，同时期围绕周边东北旺村、唐家岭村等诸多村庄腾退拆迁，此区域建设成为中关村软件园2期。2010年后百度、新浪、网易、腾讯、滴滴等公司总部（北京总部）陆续迁入，这里成为了北京乃至中国最重要的一处高新产业园区，由于后厂村路从中穿过，后厂村也越来越多地被用于指代软件园2期（现属马连洼街道辖区），成为了北京互联网行业的代名词。
截止到2017年年底，在园区从业软件工程师达7.3万人，总产值逾2000亿元，拥有十百千工程企业28家、跨国公司研发总部7家、上市企业（含分支机构）59家、收入过亿企业66家。2018年，在这2.6平方公里的土地上，每平方公里的产值达969.1亿元，园区单位密度产出居于中国领先地位。
后厂村不仅成为经济上的一块重要区域，也因快速崛起伴随而来的居住配套缓慢、交通拥堵、以及离城市核心区远等问题产生了一股独特的人群文化现象。

## 发展历程

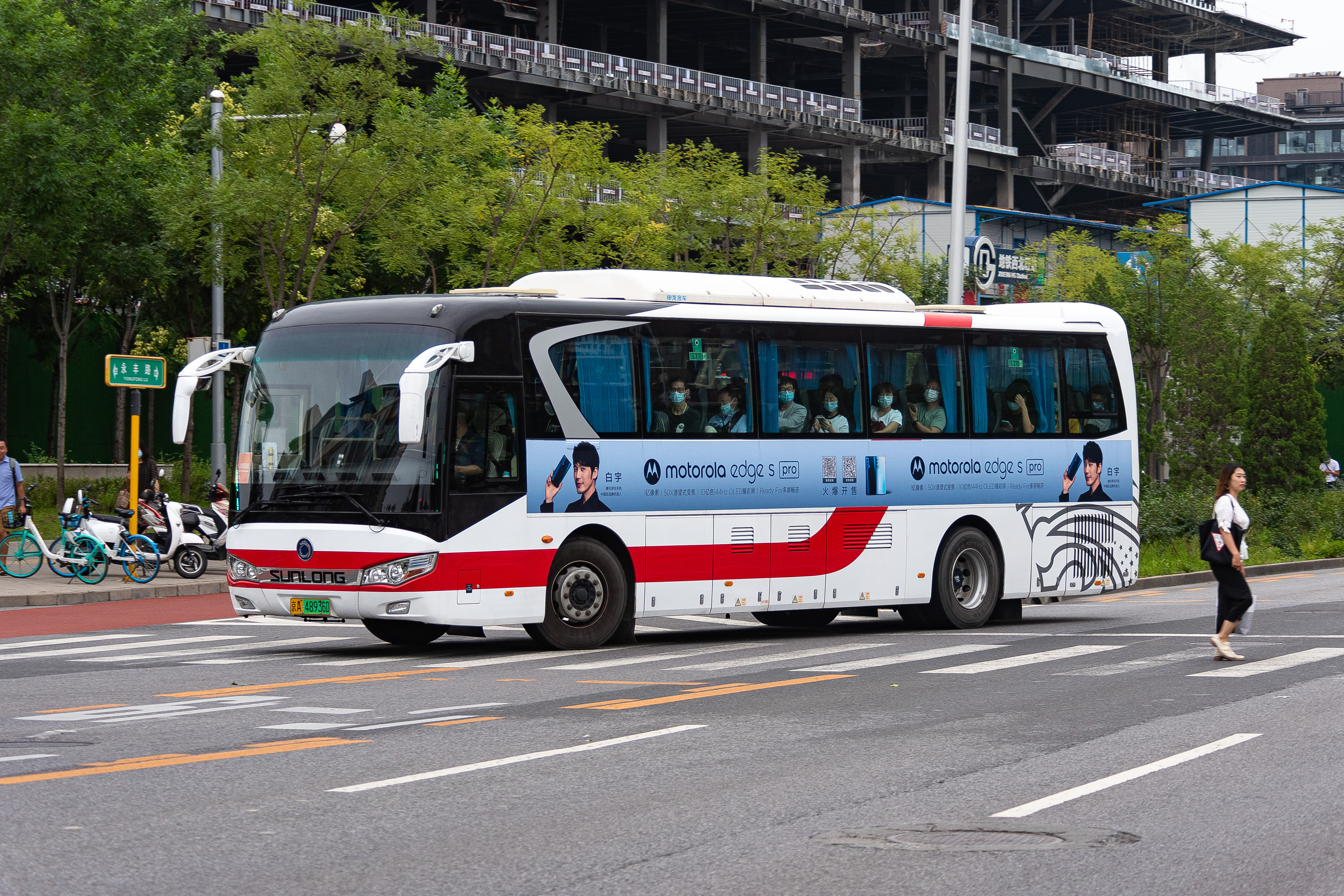
一辆由后厂村路转向永丰路的中关村软件园单位员工巴士

后厂村原本只是东北旺乡西北旺村民委员会下辖的一个自然村:249。当时的西北旺村委会共辖有西北旺村、后厂村、北辛村、东村、武家庄、乔家庄、傅家窑7个自然村，是东北旺乡辖村最多的村委会。
西北旺村北小山（妙儿山）后曾有大片空场，称为“后场”，后来谐音为后厂村，该村截至1990年占地250.5亩，人口1209人，1989年的收入有46%来自农业种植业，37%来自工副业:249，村东为东北旺苗圃。
2013年，为建设中关村软件园二期西区，北京中关村软件园发展有限责任公司征收北京市海淀区西北旺镇东北旺村集体土地0.9650公顷（14.47亩）。
2014年，软件园2期新建成“百度科技园”，占地7万多平方米，2014年底正式启用。